# ワイズマン (装甲騎兵ボトムズ)
ワイズマンは、テレビアニメ『装甲騎兵ボトムズ』に登場するアストラギウス銀河を影で動かす「神」と呼ばれる存在。担当声優は柴田秀勝。

## 誕生
クエント星に文明が発生したのは85,000年前だが、それが頂点に達したのは3,000年前であり、時のクエント人の中でも際だった力を持つラ・ロシャットの誕生がクエント文明終焉のきっかけとなる。
ロシャットは優れた力と知力、そして狂気にも等しい選民思想を持っていた。当時のロシャットの考えに同調したクエント人も少なくなく、全銀河はクエント人によって支配されるべきだという考えに行き着く。
そして、当時のクエント社会に反乱を起こしたが、指導者ト・メジ師の迅速な対応によって反乱は鎮圧される。しかし、少数の反乱に対し、最終的に多数の力でねじ伏せたとはいえ、勝者側の犠牲と損害も甚大であり、当時のクエント人達は、ロシャットがもった「異能者」と呼ばれるようになった者達の力を恐れていた。
ロシャットをリーダーとした反乱側の人間達に共通することは、強靱な体力と知力、そしてあらゆる状況下でも生きられるほどの力を発揮し、そういった力を持つ者達が現れることは、文明を根本から破壊するということであり、クエント人達は、そんな異能者達を警戒し、これがきっかけとなり、古代クエント文明は終焉を迎えることとなる。
生き残った異能者達はクエントから追放され、当時のクエント文明は、異能人達を産み出すことを恐れ、自らの文明を過去の過ちとして葬り去り、クエント人は原始的生活を営むようになっていった。
クエントの伝承の一節には
「手を加えられた民を恐れよ、彼らをつくり出す力を恐れよ。」
とある。

## 異能者達がもたらしたこと
反乱に失敗した異能者達の生き残りは銀河各所に追放され、そこで様々な星系の未開の人種達にアプローチを試みて、長い時を経て、文明を築き上げることに貢献する。中には戦争などで自滅する文明もあったが、多くの星系の未開人種達は異能者の技術を受け継ぎ、現地民と交わり、同化し、更に戦争を遂行することで発展してゆき、それが後述するアストラギウス銀河を二分するギルガメスとバララントという二大勢力を生み出すに至っていく。

## クエントの地下に住まう神
一方、3000年前のクエント人達の弾圧を逃れた異能人達のうち、何人かはクエントの中に身を潜め、類い希なる忍耐力を以て、銀河の支配者たらん野心を抱き続けていた。しかし、クエント人が自らの文明を放棄してしまったことで、再び文明の支配者となる野望は果たせなかった。
そういったクエントに残った者、または、文明を発展させ、再びクエントに戻った異能者達は、別な方法で銀河支配を目論んだ。そして選んだことは、地下に眠る古代テクノロジーを用いて、自分達の肉体と精神を分離させ、原形質保存装置に自らの記憶を集積させ、発展させていくことだった。
こうして自我を持った地下の巨大コンピューターシステムは、「ワイズマン」と自ら名乗り、クエントの地下に潜みつつ、各星系で起こる戦いや戦争を遂行することとなった。
これには異能者の銀河支配という目論みの他に、自身達異能者を生み出す要因は、戦いの中にこそあるという思想からである。これは教義として、後にマーティアルの信仰方式の源流でもある。
ワイズマンとなった異能者達は各星系に干渉し、自らが築き上げ、発展してきた文明に更にカンフル剤である「闘争」を注入し、やがて各星系はアストラギウス銀河を分ける二大勢力であるバララントとギルガメスを生み出し、さらなる闘争を呼んでいった。しかし、その影にあるのがワイズマンであることを知る者は、ほとんどおらず、長い時と記憶の風化もそれに拍車をかけた。

## 「神の手足」と「神の目」
ワイズマンは、自らの野望と目的達成のため、指令を伝えるに相応しい人材を選出した。それが元ギルガメス軍少将であるアルベルト・キリィと、同軍情報将校のジャン・ポール・ロッチナであった。
ワイズマンは二人に命じ、それぞれの動向を促すために指示を与え、キリィにはマーティアルの神官達を選出させ、自らの戦争計画や任務遂行をスムーズにするために秘密結社を設立させた。そして、秘密結社にパーフェクトソルジャー(PS)の奪取、及び研究を独自に行わせ、各国への兵器提供なども影で行わせた。この秘密結社やその母体であるマーティアルのスポンサーであるウットヘルト社も絡んでいるとされている。
こうしたキリィの秘密結社の行動は、ワイズマンの目論見を行わせる働きを発揮し、「神の手足」とも呼ばれるようになった。一方、「神の目」であるロッチナには、時にギルガメス軍人として、ギルガメスの内情を探らせ、また、バララント内においても、バララントの動向を知るだけでなく、バララント軍人として活動させていた。
その中で神の手足と神の目へのワイズマンの指示は、一人の人物に向けられていく。

## 後継者
ワイズマンは戦争による混乱と破壊の中で、自らの力を持つ超人を生み出そうとしていた。それが異能者と呼ばれる自分が取り込んでいった者達の力を持つ者達だが、そんな中で生まれたのがギルガメス軍ATパイロットであるキリコ・キュービィーであった。
キリコはやがて、ワイズマンによって見いだされた後、ヨラン・ペールゼンによって、メルキア戦略装甲騎兵団特殊任務班X-1（レッドショルダー）に入隊させられ、様々なワイズマンによる干渉を受けていく。250億分の1の確率で生まれる異能生存体としての力を様々に試され、多くの戦場で戦い、ついにはPSであるイプシロンを倒すまでの力を発揮するまでとなった。
そのキリコの行く手を阻む形で秘密結社が、キリコの動向を監視する目的でロッチナが差し向けられ、やがてキリコ本人が、ワイズマンの後継者であることを自覚していく。

## ワイズマンの崩壊
ワイズマンによって後継者に選ばれたキリコは仲間達を見捨て、神の手足としての役目を終わらせられた秘密結社を味方に付けた。一方ギルガメスとバララントは、アストラギウス暦7214年8月にキリコを抹殺するために大艦隊を派遣してクエントを包囲、殲滅しようとした。
だが、ギルガメスもバララントも、ワイズマンすら、「後継者」キリコの行動に足を掬われることになる。キリコは両軍の追撃を振り切り、遂にワイズマンと対面し、後継者の座を受諾する寸前、銃弾を撃ち込み、更に記憶電源を次々と切っていく。
キリコの真の目的、それは神の後継者となることではなく、自らの運命を狂わせた元凶たる神の抹殺だった。体内中枢でワイズマンの機能を次々と停止させ、やがてワイズマンは完全に沈黙した。
神にとって、最も理想としていた後継者によって、ワイズマンは滅ぼされることとなったが、それを為さしめたのはキリコという人間の本質、ペールゼンが気付いた「支配されることへの拒絶」にほかならない。
ワイズマンの死を知ったロッチナは、惑星自爆装置を作動させ、クエントはギルガメス、バララント連合艦隊を巻き添えにして消滅した。

## 崩壊後
ワイズマン崩壊後に残った異能者キリコは、銀河支配に干渉することもなく、「触れ得ざる者」として姿をくらました。
ワイズマン崩壊後も、アストラギウス銀河の戦争状態はマーティアルを黒幕として続いていった。「神の目」だったロッチナはそのマーティアルに身を寄せ、キリコの研究に半生を賭けていくこととなる。

## 再臨
しかしワイズマンは完全に消滅したわけではなく、クエント爆破の寸前に民とともに惑星ヌルゲラントへ転移し、そこで再び後継者を育てるべく自己修復を行いつつ時を待っていた。また惑星ヌルゲラントにおいては、かつてより「神の子」と思しき嬰児を神殿の地下に突き落とす儀式が行われており、結果的にワイズマンが「神の子」の候補者を得ていた。そのほとんどは後継者たる存在ではなかったが、ついに真正の「神の子」を発見するに至る。
マーティアルが権威を失墜させられたことで、燻る野望を抑え切れなかったモンテウェルズ法皇は、自らヌルゲラントに向かい「神の子」の養育を申し出るが、ワイズマンは拒絶しその役目をキリコに託す。キリコはその任につくことを承知しながらも、ワイズマンの元で教育するという彼の意思に反抗し、再び神殺しを行ない嬰児とともに旅立つ。
一連の出来事を見届けたロッチナは「神は強かだ」と表現している。あえてキリコの反抗心を刺激する発言をして、例え自身が殺されることになろうと確実にキリコに「神の子」を守り抜かせるよう目論んでの事と推測したようだ。